# 마이크 래러비

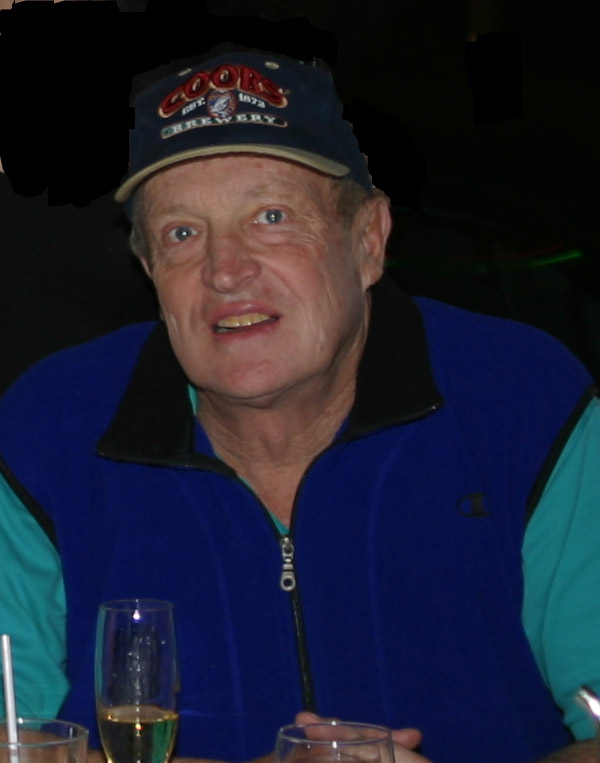

마이크 래러비(Mike Larrabee (본명:Michael Denny Larrabee), 1933년 12월 2일 ~ 2003년 4월 22일)는 미국의 단거리 육상 선수로, 1964년 도쿄 올림픽 2관왕이다.
캘리포니아주 할리우드에서 태어나 벤추라에서 자라온 래러비는 1950년대 중반에 젊은 재능적 육상 선수였다. 1952년 그의 육상 경연들이 서던캘리포니아 대학교에서 장학금을 받는 계기가 되었으며, 지질학 전공생으로 졸업하였다. 그 후에 몇몇의 부상을 당하여 1956년과 1964년 하계 올림픽 참가를 놓쳤으나, 1964년에 최고 시즌을 가졌다.
처음에 400m의 AAU 타이틀을 우승하고 로스앤젤레스에서 열린 올림픽 선발 시합에서 400m를 세계 기록 44.9초의 기록과 함께 우승하였다.
도쿄 올림픽에서는 400m 결승전에서 5위로 달리다가 마지막 회전에서 모든 상대들을 제치고 속력을 내어 45.1초로 금메달을 획득하였다. 1600m 릴레이에서도 세계 기록 3분 00.7초를 세워 또 하나의 우승을 안기었다.
올림픽 이후, 래러비는 수학 교사로 일하고 자신의 동생과 함께 음료 배급 회사를 운영하였으며 가끔 자신을 여행하면서 스포츠에 연속될 수 있게 하는 데 육상에 아디다스 미국 운동화 대표로 일하였다.
자신의 육상 경력이 끝난 후, 래러비는 스쿠바 다이빙, 테니스, 스키, 하이킹, 등산을 하면서 체력적인 활동에 남아있었다.
2001년 췌장암을 앓으면서, 2년 후에 69세의 나이로 샌터모니카의 자택에서 사망하였다. 같은 해 미국 육상 명예의 전당에 헌액되었다.
그의 모교 벤추라 고등학교에는 그의 이름을 딴 경기장이 있다.